# تاکاراجیما
تاکاراجیما ((به ژاپنی: 宝島 Takarajima)، یکی از جزایر توکارا، متعلق به استان کاگوشیما است.